# 下河清农场
甘肃农垦下河清农场，位于中华人民共和国甘肃省酒泉市肃州区的一家农垦企业。

## 历史
下河清农场建于1955年，位于酒泉市以东45公里处。创建时，该农场为劳改农场。1969年，移交农垦部门管理，成为甘肃省农垦总公司领导下的县级农业企业。该农场，包括边湾分场，共有耕地1.58万亩，人口2877人，职工1580人。
1970年，该农场共播种10879亩，其中粮食面积8734亩，总产62.97万公斤，经济作物2145亩，经济总收入25.82万元，亏损88万元。1975年，播种面积为11055亩，粮食面积4941亩，粮食总产54.9万公斤，油料面积824亩，油料总产1.64万公斤。1977年，下河清农场共有果园面积370亩，水果产量2.55万公斤，养牛151头，养猪2131头，养羊1772只，肉产量3万公斤。1978年起，下河清农场逐步减少粮食种植面积，扩大啤酒花、黑瓜籽等经济作物面积，推行家庭联产承包责任制，生产水平大幅提升。1980年，下河清农场的农业总产值为84万元，总收入95万元。1981年，下河清农场共有啤酒花面积352亩，总产2百余公斤。1984年，下河清农场共有籽瓜面积3832亩，总产36.76万公斤。1985年，下河清农场改由各个家庭自主经营、自负盈亏，并开展农田水利建设，扩大灌溉面积，同时兴办淀粉、啤酒花加工等企业，逐渐成为拥有种植、养殖、工业、商业等规模经营的综合企业。1989年，下河清农场的播种面积12633亩，粮食面积4731亩，粮食总产达到102.4万公斤；油料面积491亩，总产5.9万公斤；啤酒花面积2309亩，总产55.4万公斤；籽瓜面积4520亩，总产43万公斤；果园面积530亩，水果产量9. 7万公斤；养牛37头，养猪1032头，养羊1232只，肉产量2.66万公斤；农业总产值932万元，总收入1113万元，盈利90万元，上交7.4万元，农场留利82.6万元；拥有农业机械265台，5308马力，其中拖拉机40台，1837马力。
下河清墓群保护范围内有耕地359亩，土地性质为国有，由下河清农场管理使用。2019年，酒泉市肃州区检察院走访、调查后认定长期耕种浇水灌溉严重影响墓群安全。经过肃州区检察院、区文旅局、下河清农场、下河清镇政府等部门的讨论、研究，2020年最终决定由下河清农场对保护范围内耕地架设的节水灌溉设施，墓葬以封土为中心下沿边界向外扩5米退出耕种等措施来最大限度保护墓葬安全。
截至2000年，全场有职工1387人，土地面积88.7平方公里，其中可耕种面积2万亩。
2023年，甘肃省农垦集团有限责任公司批准建设甘肃农垦下河清农场有限责任公司2023年高标准农田改造提升项目，建设资金为中央和省级财政农田建设补助资金及自筹。

## 备注
1. ↑  一说1956年[2]
2. ↑  一说1970年[2]